# 영천 황보씨
영천 황보씨(永川皇甫氏)는 경상북도 영천시를 본관으로 하는 한국의 성씨이다.

## 역사
황보능장(皇甫能長)이 고려 태조 때 금강성장군(金剛城將軍)으로 공을 세워 영천부원군(永川府院君)에 봉해져 그를 시조로 삼고 영천을 본관으로 삼았다. 황보능장의 묘소는 경상북도 영천시 고경면 창암리에 있으며 봄, 가을에 제사를 지낸다.
황보씨는 고려조에 황보영(皇甫穎), 황보탁(皇甫倬), 황보항(皇甫抗), 황보기(皇甫琦) 등 많은 명신을 배출하여 문벌귀족 가문으로서의 지위를 굳혔다.
그러나 시조 이후 세계가 불분명하여 고려 말에 진주 목사(牧使)를 지낸 황보안(皇甫安)을 기세조로 하여 세계를 이어오고 있다.
황보안의 아들 황보림(皇甫林, 1333년 ~ 1394년)은 공민왕조에 홍건적의 난을 토평하여 일등공신에 오르고, 고려조에서 전법 판서(典法判書)와 예의판서(禮儀判書) 등을 역임하였다. 1388년(우왕 14) 요동정벌 때 부원수로서 이성계의 위화도 회군에 가담하여 일등공신에 오르고 삼도 도체찰사가 되었으며, 조선이 개국되자 지중추원사(知中樞院事)에 올랐다.
황보림의 아들 황보인(皇甫仁)은 문음(門蔭)으로 사헌부감찰 등을 역임하다가 1414년(태종 14) 문과에 급제하여 세종 때 우의정·좌의정을 역임하고, 1452년(문종 2) 영의정이 되어 어린 단종을 보필하다가 계유정난 때 수양대군에게 살해당했다. 그의 두 아들 참판 황보석(皇甫錫)과 직장(直長) 황보흠(皇甫欽), 소자 황보원(皇甫源), 황보문(皇甫汶) 등 다섯 사람이 화를 당하니 영천 황보씨에게 큰 타격이 되었다.

## 인물
- 황보영(皇甫穎, ? ~ 1047년) : 1023년(현종 14) 전중시어사(殿中侍御史)를 거쳐 1031년(덕종 즉위년) 7월 어사잡단(御史雜端)이 되고, 9월 어사중승(御史中丞)이 되어 비어(鯡魚)를 하사받았다. 1032년 상서우승 지어사대사(尙書右丞知御史臺事)를 지내고, 1034년 중추부사가 되었다. 1035년 중추사(中樞使) 겸 어사대부(御史大夫)가 되었고, 1036년 병부상서(兵部尙書)가 되었다. 1041년 서경유수사 참지정사(西京留守使參知政事)로서 대동강에서 어가(御駕)를 영접하였으며, 수사공 좌복야(守司空左僕射)가 되었다. 1043년(정종 9) 내사시랑 동내사문하평장사 상주국(內史侍郎同內史門下平章事上柱國)으로 임명되었다. 1047년(문종 1) 문하시랑평장사(門下侍郎平章事)로 치사(致仕)하였다.
- 황보탁(皇甫倬) : 1154년(의종 8) 과거에 장원으로 급제하고, 1178년(명종 8) 기거주(起居注)로서 춘주도(春州道)에 파견되어 백성의 애로 사항을 조사하였으며, 관리와 봉사자(奉使者)들의 상벌을 고과하여 탄핵하였다. 1186년(명종 16) 4월 동지공거(同知貢擧)로서 진사를 선발하였고, 7월에는 대사성(大司成)으로서 국자시(國子試)를 주관하였다.
- 황보항(皇甫抗) : 문한(文翰)을 세업(世業)으로 하던 귀족가문의 출신으로, 강좌칠현(江左七賢)의 한 사람. 1176년(명종 6) 승보시(升補試)에 수석으로 급제하여 중원서기(中原書記)를 역임하였다.
- 황보기(皇甫琦, ? ~ 1285년) : 1245년(고종 32) 대장군으로서 몽골에 사신으로 갔다가 돌아왔고, 1252년 판대부사(判大府事)로서 동지공거(同知貢擧)가 되었다. 1257년 좌복야(左僕射)를 거쳐 1258년 추밀원부사가 되었고, 1260년(원종 1) 원종이 원나라에서 환국할 때 동지추밀원사(同知樞密院事)로서 서경에서 어가(御駕)를 봉영(奉迎)하였다. 벼슬은 문하시랑평장사(門下侍郞平章事)로 치사(致仕)했다.
- 황보림(皇甫林, 1333년 ∼1394년) : 진주목사 황보안(皇甫安)의 아들이며, 평장사 안우(安祐)의 사위이다. 안우 휘하에서 여러 차례의 무공으로 별장이 제수된 뒤 공부시랑에 이르렀다. 공민왕이 즉위하자 군무(軍務)에 밝으므로 종부령(宗簿令)에 임명되었으며, 홍건적을 격퇴한 공으로 1363년(공민왕 12) 1등공신에 녹공(錄功)되었다. 1374년 판종부시사(判宗簿寺事)가 되어 판삼사사(判三司事) 최영(崔瑩)의 휘하에서 제주에서 일어난 목호(牧胡)의 난을 평정하였다. 1380년(우왕 6)에는 예의판서(禮儀判書)로서 전라도병마사가 되었다. 1382년 밀직부사로서 영해군(寧海郡)에 침입한 왜구를 격파하였으며, 다음해 8월에도 왜구가 거령(居寧)·장수현(長水縣) 등을 함락시키고 전주를 침략하자 부원수로서 여현(礪峴)에서 물리쳤다. 1385년 정월 안동원수(安東元帥)로서 적을 무찌르고, 1388년 4월 요동정벌(遼東征伐) 때는 우군도통사(右軍都統使) 이성계(李成桂) 휘하에서 종군하여 위화도회군에 가담, 1390년(공양왕 2) 4월 회군1등공신에 포록(褒錄)되었다. 1388년(창왕 1) 7월에는 왜적들이 광주(光州)를 함락시키니 양광경상전라도도체찰사(楊廣慶尙全羅道都體察使)가 되어 남원에서 왜구를 무찔렀다. 1389년 6월 밀직사로서 천추사(千秋使)가 되어 명나라에 다녀오고, 1390년 서북면도절제사 평양윤(西北面都節制使平壞尹)에 제수되고 다음해 전라도절제사에 임명되었다. 조선이 개국된 뒤 지중추원사(知中樞院事)에 오른 뒤 별세하였다.[1]
- 황보인(皇甫仁, ? ~ 1453년) : 문음(門蔭)으로 사헌부감찰 등을 역임하다가 1414년(태종 14) 문과에 급제하고, 세종 때 병조 판서를 거쳐 평안·함길도 체찰사가 되어 10년 동안 김종서와 함께 육진을 개척하였다. 도승지를 비롯하여 관찰사·좌찬성·우의정·좌의정 등 주요 관직을 두루 역임하고, 1452년(문종 2) 영의정이 되어 어린 단종을 보필하다가 계유정난 때 수양대군에게 살해당했다.

## 과거 급제자
영천 황보씨는 문과 급제자 10명을 배출하였다.
고려 문과
황보관(皇甫瓘) 황보기(皇甫琦) 황보서(皇甫諝) 황보위(皇甫緯) 황보탁(皇甫倬)
황보허(皇甫許)
조선 문과
황보공(皇甫恭) 황보규(皇甫規) 황보량(皇甫良) 황보인(皇甫仁)
무과
황보숙(皇甫淑) 황보준(皇甫峻) 황보철(皇甫哲)
생원시
황보신(皇甫信)
진사시
황보탄(皇甫坦)

## 인구
- 2000년 2,806가구 8,877명
- 2015년 10,001명

## 같이 보기
- 황주 황보씨